# Margot-Marsh-Mausmaki

Verbreitungsgebiet (rot)

Der Margot-Marsh-Mausmaki (Microcebus margotmarshae), auch Antafondro-Mausmaki genannt, ist eine auf Madagaskar lebende Primatenart aus der  Gattung der Mausmakis innerhalb der Gruppe der Lemuren. Die erst 2008 beschriebene Art ist nur aus der Typuslokalität, dem Antafondro Classified Forest nördlich des Flusses Andranomalaza im Norden von Madagaskar bekannt, könnte aber auch in höheren Regionen des Nationalparks Tsaratanana vorkommen.

## Merkmale
Der Margot-Marsh-Mausmaki ist ein mittelgroßer Mausmaki und erreicht eine durchschnittliche Kopf-Rumpf-Länge von  elf bis zwölf cm bei einer Schwanzlänge von 14 cm und einem Durchschnittsgewicht von 49 g. Das Rückenfell und der Schwanz sind vor allem rötlich bis orangefarben mit einem gräulichen Unterton, das Bauchfell ist weißlich bis cremefarben. Der Kopf ist auffällig rötlich-orange, die Schnauze und die Region um die Augen sind hellbraun. Ein weißer Streifen liegt auf dem Nasenrücken zwischen den Augen. Die Ohren sind vergleichsweise klein.

## Lebensweise
Der Margot-Marsh-Mausmaki lebt im Trockenwald. Die genaue Lebensweise der Art wurde bisher nicht näher erforscht. Wie andere Mausmakis wird er nachtaktiv sein und sich vor allem von Insekten und Früchten ernähren. Wegen des kleinen, fragmentierten, nur etwa 1,100 km² großen Verbreitungsgebietes gilt er bei der IUCN als stark gefährdet (Endangered).